# Layard-Wal
Der Layard-Wal (Mesoplodon layardii) ist eine Walart aus der Familie der Schnabelwale (Ziphiidae). Er ist von allen Vertretern der Gattung der Zweizahnwale (Mesoplodon) der größte und hat die längsten Zähne.
Die Art ist nach Edgar Layard benannt, der Kurator am South African Museum war.

## Verbreitung
Layard-Wale kommen zirkumpolar in den Meeren der südlichen Hemisphäre vor. Strandungen oder Sichtungen sind unter anderem aus Chile, Argentinien, Uruguay, Namibia, Südafrika, Australien und Neuseeland bekannt, am häufigsten werden sie im australisch-neuseeländischen Raum beobachtet.

## Beschreibung
Erwachsene Tiere sind dunkelbraungrau bis schwarz gefärbt, weiße Stellen finden sich im Genitalbereich, an der Schnauze und an der Kehle. Der Rücken ist vom Blasloch bis hinter die Finne hellgrau gefärbt. Die Schnauzen dieser Tiere sind lang und dünn, bei den Männchen ragen aus dem Unterkiefer zwei lange, abgeflachte, gebogene Zähne heraus. Bei alten Männchen können sich die Zähne über der Schnauze bogenförmig überkreuzen und bewirken, dass sich der Mund nur ein Stück weit öffnen lässt, was ihn aber bei der Nahrungsaufnahme nicht zu stören scheint. Layard-Wale erreichen eine Länge von 5 bis 6,2 Metern und ein Maximalgewicht von 2,7 Tonnen, wobei die Weibchen etwas größer als die Männchen werden.

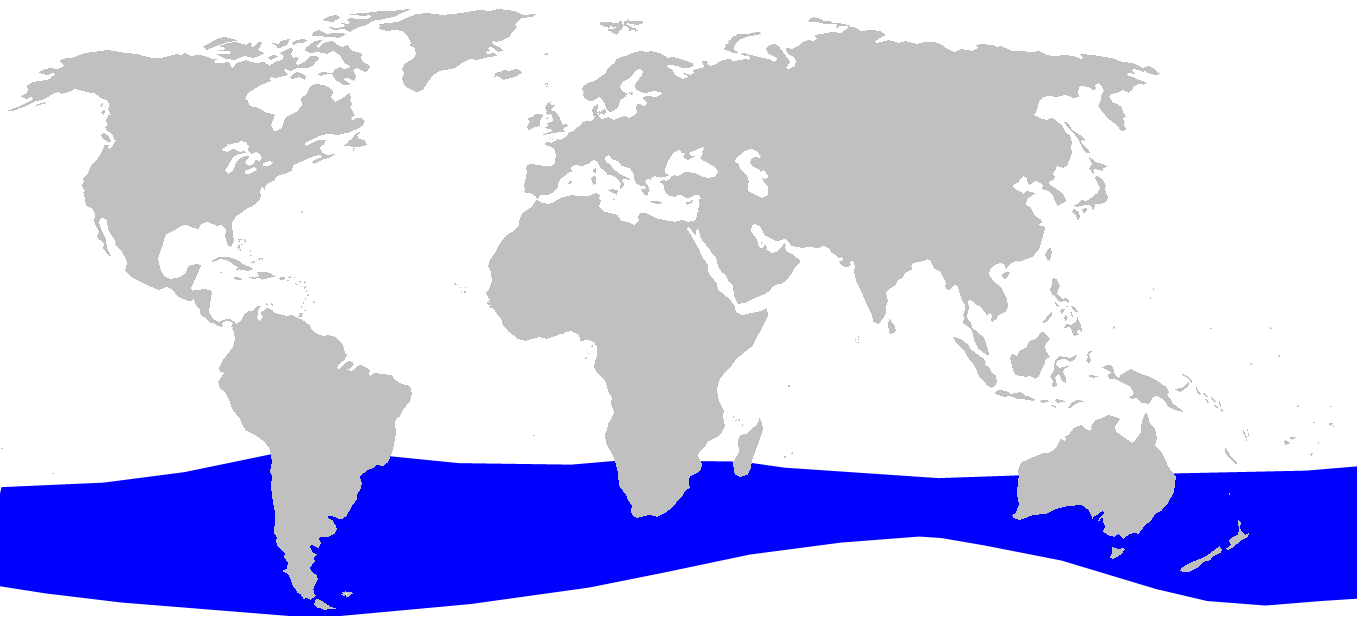
Verbreitungsgebiet
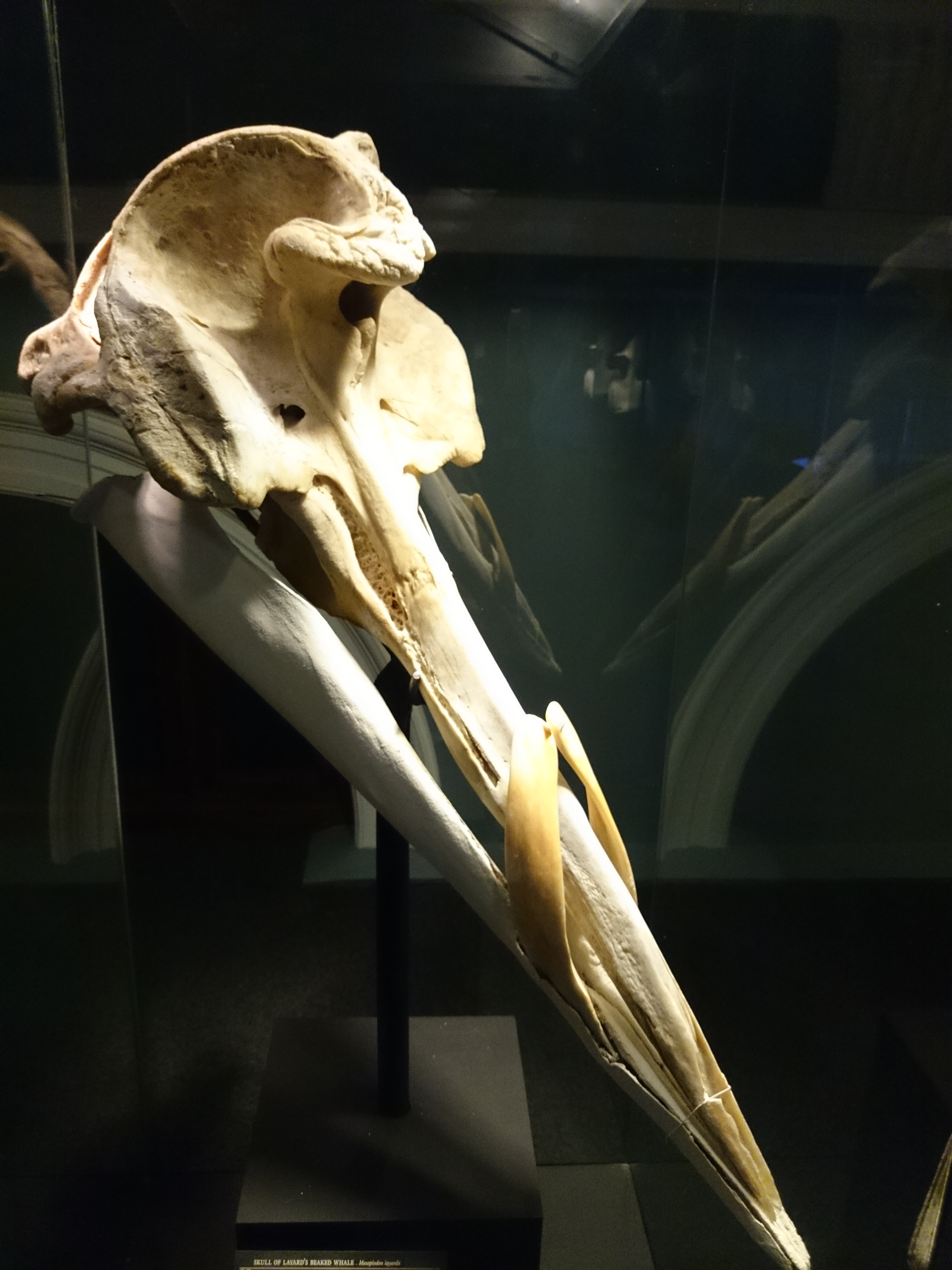
Schädel des Layard-Wals
Layard-Wal (Mesoplodon layardii) im Größenvergleich

## Lebensweise
Layard-Wale sind Bewohner gemäßigt-kühler Ozeane. Sie halten sich meist abseits der Küsten im offenen Meer auf. Sie gelten als scheue Tiere, die bei der Annäherung eines Schiffes wegtauchen. Die seitlich herausstehenden Zähne der Männchen werden bei Rivalenkämpfen eingesetzt, wovon die Narben auf diesen Tieren zeugen. Die Nahrung besteht zum Großteil aus Tintenfischen und am Meeresboden lebenden Fischen. Untersuchungen des Mageninhalts gestrandeter Tiere ergaben, dass die Beutetiere von Männchen und Weibchen annähernd gleich groß waren, obwohl letztere ihr Maul viel weiter aufmachen können. Möglicherweise saugen die Wale ihre Beute in den Mund ein.

## Bedrohung
Layard-Wale gelten in den südlichen Gewässern als relativ häufige und weitverbreitete Wale. Im kommerziellen Ausmaß gejagt wurden sie nie.